# Château de Kercadio
Le château de Kercadio est situé sur la commune de Erdeven, dans le département du Morbihan.

## Historique
Les réformations et montres de 1427 et 1481, nous attestent de l'existence de cette demeure appartenant à Alain de Kercadio.
Elle fut la propriété de la fin du XVe siècle au début du XVIIIe siècle de la famille de Larlan, seigneurs de Kercadio et Rochefort, ayant la garde de toute la côte de Quiberon à Etel.
En 1703 elle est dans l'héritage de Jean-Louis Gouyon de Vaudurand (1702-1780), évêque de Saint-Pol-de-Léon de 1745 à 1760, lorsqu'il y meurt en 1780.
A la Révolution, le domaine est vendu comme bien national, il appartient au marquis de Rougé et devient une exploitation agricole jusqu'en 1976 ou il trouve une vocation plus festive.

### Description
C'est un château à plan de cour fermée, intégrant un corps de logis fortifié daté des années 1480-1490. Il fut reconstruit au début du XVIIIe siècle par les Gouyon
Le monument fait l’objet d’une inscription au titre des monuments historiques depuis le 8 juin 1998 pour la totalité des bâtiments dont la chapelle au fond du parc du XVIe siècle, le corps de logis central dont les boiseries du XVIIIe siècle, les communs est et ouest, les ruines de la tour logis, ainsi que l'ensemble des murs de clôture

## Personnalités ayant séjourné au château
- En 1746 : Le Duc de Penthièvre: Louis de Bourbon (1725-1793), petit-fils de Louis XIV